# ぼくとわたしの恋愛事情
『ぼくとわたしの恋愛事情』（ぼくとわたしのれんあいじじょう）は、2004年9月2日に株式会社エイチームからリリースされた携帯アプリ専用女性向け恋愛シミュレーションゲーム。主人公の性別は選択できる。2010年現在、au、NTTドコモ、ソフトバンクモバイルに対応している。『Comic B's-LOG』で漫画が掲載された。

## ストーリー
ごく平凡な高校生がいつも通りに帰宅し、着替えようとタンスを開けたところ、なぜかその向こうに空が広がっていた!
タンスから異世界に飛ばされた主人公。訪れた国エリダラーダでは、主人公はアダムの息子（イヴの娘）と呼ばれる特別な存在で、どんな願いもひとつだけ叶えることができるという。しかし満月の日までに誰かが自分を元の世界に帰すことを願ってくれなければ、元の世界には戻れない。主人公は元の世界へと帰るべく、エリダラーダで出会った人々と共に奮闘していく。

## 基本操作
主人公の行動できる場所でキャラクターとイベントを起こし、ハート形のラブゲージを溜める。ゲージは1人につき5つあり、溜まり具合によって帰還エンディング、友情エンディング、愛情エンディングの3つに分かれる。過程では、攻略対象と関係のない人物のイベントを見なければならないときもあり、逆に見ることで対象のゲージが下がるものもあるため、注意を要する一面もある。
エリダラーダへ来てからの1週間が行動期間。午前7:00から行動を開始、24:00になると強制的に就寝する。イベントの中には発生させると自動的に翌日に進むものもある。イベントを一切起こしていないキャラクターは、最終日に相手として選ぶことはできない。

## 登場人物
主人公
声：伊藤健太郎（男主人公の場合）
成績は見栄を張って中の上、身長は学年平均ぴったり、マラソン大会の順位も学年で真ん中という平凡で普通な学生。エリダラーダではアダムの息子・イヴの娘と呼ばれる特別な存在であり、元の世界では持ち得ない力を発揮し、その力に引き付けられた魔物に狙われる。怖がりだが勇敢でもあり、時折想像も付かないような行動を取る。
漫画版の性別は男で、名前は晃（あきら）。
クラウス
声：山崎たくみ
主人公が居候する教会の司祭。男。5月17日生まれ。28歳。178cm。A型。
茶髪に緑の目で、眼鏡を掛けている。性格は穏やかで優しく、街中の人間に好かれている。神に祈りを捧げることで他者の傷を癒すことが出来る「奇跡」の力を持ち、皇子からの信頼も厚い。主人公のよき相談相手でもある。
実はバラガーンの出自であり、ヴェンツェルとは幼馴染で大戦時代も共に戦っていた。だが、あまりに多くの命を一瞬で奪ったことに恐怖を抱き、その件についての意見の違いからヴェンツェルと別れる。その後エリダラーダの司祭に拾われ、彼の死後は跡を継いだ。眼鏡を取ると目が赤くなる。エリダラーダの災厄と呼ばれた「黒の導師」はヴェンツェルではなくクラウスの事を指す。奇跡の力も、実際は神に祈りを聞き届けられたわけではなく、自らの命を削って他人の傷を癒しているため、多用すればクラウス自身が命の危機に陥る。
エマ
主人公が居候する教会の隣にある施療院の看護婦。7月18日生まれ。18歳。153cm。O型。
茶髪に青い目。主人公がエリダラーダで目覚めて最初に出会った人物。看護婦なのに血を見ると卒倒する。料理は得意だが、完成品を運ぶ際に転ぶなどドジな点が目立つ。予定の薬と異なる奇妙な色の注射を打とうとすることがあるが、悪意はない。ロスチラフに心を寄せられているものの、本人は気付いていない。
シグルド・ラール
声：檜山修之
エリダラーダ国の騎士。男。1月2日生まれ。22歳。183cm。O型。
黒髪に青い目。家柄の良い貴族出身で、剣の腕も一流。いつも眉間に皴を寄せた怖い顔をしており、性格は堅物で頑固、だが、根は優しい。国のために取る行動が自分の意思と反していても自らの意見を押し殺す。そのため周囲の人間からは誤解される。ホワイトデーイベントでは女性に告白され、断りはしたが、背中を押した主人公に礼として部屋一杯の花束を贈る気障な一面もある。ものすごい方向音痴で、目指す方向と正反対に歩く。
イヴァン
声：岩田光央
孤児出身のストリートチルドレン。6月3日生まれ。17歳。168cm。O型。
同じく孤児仲間の少年達と一緒に暮らしており、スリや泥棒の真似事をして日々金を稼いでいる。仲間内で一番年長ということもあってか、仲間への思いやりが強く、兄貴分として慕われている。「大人」をよく思っておらず、クラウスやシグルドによく突っかかる。男の主人公版では裏地に竜の刺繍入りの学ランを贈るなど、センスが一昔前の不良と近く、主人公からヤンキー君と心の中で呼ばれていた。気性も熱血漢で義理堅い。
イーヴリン・リンツェ
家柄の良い家のお嬢様。10月12日生まれ。12歳。129cm。A型。
とても可愛らしい外見で、お花とお茶が趣味という可憐な少女。両親が既に他界したためか、自分の家柄と相当する権力をきちんと把握し、年齢に不似合いな落ち着きを見せる。バレンタインイベントでは、会得済みの法術を用いて主人公にコチョ（チョコレートに似ており、通常は液体だが、法術によって固形にできる食べ物）を贈ったが、料理は苦手。屋根が開く仕掛けがある大きな屋敷に住み、セルゲイを執事に雇っている。男主人公からは「お嬢」女主人公からは「リンちゃん」と呼ばれている。
スティラルカ・グルラ・ハーン
声：岸尾大輔
妖しい（自称）占い師。10月29日生まれ。自称24歳。190cm。AB型。
神出鬼没な男。よくユエを連れている。あだ名はスッチー。クラウスやヴェンツェルとは知り合いで、クラウスの幼い頃から変わらない容貌を維持している。健康の秘密は規則正しい生活。巧みな法術を無駄にくだらないことに多用しているが、実力は計り知れず、ヴェンツェルも太刀打ちできない。ヴェンツェルを唯一「ベンちゃん」と呼ぶ。主人公を気に入っており、ちょっかいを出しに現れては無下に去られるものの、懲りずに現れるため、主人公からの扱いは酷い。その際にユエにも冷たい言葉を吐かれるが、動じない。正体は、昼間も歩けニンニクも十字架も効かない吸血鬼。
ルツ
声：浪川大輔
森で暮らす警戒心の強い少年。3月10日生まれ。年齢不明（見た目は18歳ほど）。171cm。B型。
黒い肌と灰色の髪という、エリダラーダでは珍しい色を持つ。森に住む動物たちと仲が良く、鳥が肩や手に止まる。主食はゲル状の奇妙な物体で、動くものを生で食べる（主人公が食べたところ、かすかなココナッツ臭が漂い、味は不明で痺れた）。本人はそれを「うまい」と言うが、わたあめも同じく「うまい」と感じる味覚の持ち主。本名はルィーツァリ。ティグリという種族で、元々は人間だった。遠い昔の戦争で悪魔と契約し、強大な力を得た代わりに人外となった。ティグリは、肌の黒色と背中のしま模様が特徴。名前を呼ぶだけで相手を支配し、精霊を操る力がある。普段は人間の姿をしているが、突如凶暴性が増し獣に変わって人を襲うことがあるため、人間からは忌み嫌われる。獣時の記憶は残る。
ティーナ
旅芸人一座「トゥルネ」の踊り子。11月25日生まれ。19歳。158cm。A型。
レナート
夜にエリダラーダの街に現れる傭兵。1月30日生まれ。28歳。181cm。B型。
金髪で灰色の目。右目を眼帯で覆っている。魔物を簡単に倒せる剣の腕だが、性格の軽さが難点。砂漠の国ホルシード出身で、言葉にルー語に似たホルシードなまりが混ざる。エリダラーダの騎士を嫌悪しており、シグルドが大嫌い。騎士の話が出ただけでも不機嫌になる。
実は6年前、エリダラーダとバラガーンの戦争の際に死亡しており、街で出会うレナートは幽霊である。当時の騎士に囮として戦場に出され、吹雪の中でエリダラーダを憎み死亡したため、墓石の下で現世に留まっていたが、主人公がエリダラーダに来た際に意識が覚醒。主人公に願いを叶える力があると知り、自らの蘇生を目論み主人公に近付く。レナート編で街に現れる魔物はレナートが呼んだもので、主人公に接近し信頼を得る手段として利用した。眼帯の下の目は最期の瞬間に自分で抉ったが、主人公の力によって完治した。色は左目と同じく灰色。
アレク
声：高城元気
身なりの良い物腰の柔らかいの少年。2月27日生まれ。15歳。150cm。B型。
金髪に青い目。少女と見間違えるくらい可愛らしい外見。エリダラーダの皇子で、本名はアレクセイ三世。4年前まで自分の出自を知らず、隣の国で母親と暮らしていた。そのためなかなか皇子らしく振舞えず、周囲の者に悪い噂を流されている。死亡した母親を想う心優しい少年である。王になるためには儀式を執り行う必要があるが、儀式の内容は初代から先代までの王の魂を取り込んで自分に定着させるというもので、幾人もの記憶が交じり合うため、本人の自意識が薄れる危険を孕む。曽祖父は以前のアダムの息子で、アレクと顔がそっくりだという。
ユエ
スティラルカに連れられているメイドロボ。生年月日不明。18歳。156cm。血液型不明。
緑髪をヘルメットに似た髪型にしている。スティラルカといつも一緒に歩き、命令は何でもこなす。だが、彼に従順な反面、辛らつな言葉を投げるなど、掴みどころがない。言葉遣いが変わっている（ななつ夜幻世録に同じ口調で同じ名前のキャラが登場している）。
リスルゥ
ヴェンツェルが連れている黒猫。生年月日不明。1歳。人間型時は148cm。B型。
黒髪に金色の目。健気にヴェンツェルを慕い、彼のことを想って行動しているが、うまくいかない。思い立ったら即行動と積極的だが、すぐに目先の物事に興味を奪われるため、なかなか目的を達成できない。幾度か純真な悪意で主人公を危険に晒したが、その純真さと健気さゆえに憎めない。
飼い主のヴェンツェルに置いていかれるたびに、施療院のエマのところに遊びに来る。魚が大好物。ヴェンツェルと長らく離れると魔力で人間化ができなくなる。人間時には拳大の鈴の髪留め、猫時には小さな鈴の首輪をつけているが音は鳴らないようにしてある。愛情エンディング後は、満月の夜にだけ人間になれる。
ヴェンツェル
声：鳥海浩輔
主人公をエリダラーダに呼んだ張本人。4月9日生まれ。25歳。173cm。B型。
銀髪に赤い目。赤い目はバラガーンの特徴で、黒の導師と呼ばれ人々に恐れられている。クラウスとは既知の間柄で浅からぬ因縁があり、何かとちょっかいを出しに教会へと現れる。闇との親和性が高いため強大な闇の術を振るえるが、光の力には滅法弱い。
傲慢で自己中心的であり、知り合った殆どの人間から嫌われているがスティラルカは別格で、逆におちょくられ簀巻きにされるなど酷い目に遭っており、苦手意識を持つ。身勝手な行動を多く取るが嘘は吐かず、寂しさからリスルゥを傍に置く人間らしい一面をうかがわせる。
季節イベントなどではギャグ要素が前面に押し出され、夏祭りイベントでは浴衣姿でお面とリンゴ飴を持ち、ドジョウすくい選手権連覇（2位はクラウス）経験を披露したり、クリスマスイベントではスティラルカに麻袋に突っ込まれるなど、普段からは想像もできない姿が見られる。

## 用語
エリダラーダ
主人公が落ちた国。ストラナー大陸の東に位置する。数年前までバラガーンという一族と続けていた戦争の名残が、いまだに残る。法術という魔法が浸透しており、写真（筒に魔力を込めて写真を撮る念写）や菓子の製造などにも使われている。長さの単位は寸、金の単位はユーロ。
アダムの息子（イヴの娘）
神の使いと呼ばれる聖人。10年に1度昇る満月の夜に願いを叶えると元の世界に帰れる。主人公以前にも何人か異世界に来ており、ストラナー大陸を生み出したり戦乱を治めたりと願いを叶えたらしい。また、魔力ある者がアダムと対になれば、この世にどれほど困難な奇跡をも起こせると言われている。
バラガーン
数年前エリダラーダ国と戦争をしていた種族。特徴は赤い両目で、災厄の象徴として恐れられている。口伝で世界の生い立ちを残す、法術に巧みな一族。人間に法術を教えたのはバラガーンの祖先であると伝えられる。世界の理を知る代わりに、神を持たない。エリダラーダ国との戦争の理由は、納税せず辺境で生きるバラガーン一族を人々が快く思っていなかったため。バラガーン側も理由を知っていたため、戦争が拡大した。開戦以前は、細々とだが法具の交易など繋がりがあった。いまだにエリダラーダに存在する魔物は、バラガーンが戦争のために作り出したもの。ななつ夜幻世録の主人公もバラガーンの出自であると予想されている。

## 関連商品
「ぼくとわたしの恋愛事情」 - 魅惑のミラクル井戸 -
2007年5月1日に発売されたドラマCD。シナリオは関涼子、イラストはほづみりや。男主人公を中心としたコメディ。期間限定ダウンロードでは書き下ろしシナリオと携帯用待受画像（2007年12月期間終了）。
ぼくとわたしの恋愛事情（コミック）
シナリオは関涼子、作画はほづみりや。
2006年12月第1巻発売　ISBN 9784757730458
2007年05月第2巻発売　ISBN 9784757735552
着信ボイス
着ボイスサイト「声優★着ボイスコーナー」（ソフトバンクモバイル）
着ボイスコーナー「声優★着ボイスコーナー」（iモード）
着ボイスサイト「声優★着ヴォイス取り放題」 (au)
シグルド役檜山修之、ヴェンツェル役鳥海浩輔、アレクセイ役高城元気、イヴァン役岩田光央、ルツ役浪川大輔の着信ボイスが配信されている。